# Archie Hunter
Archibald „Archie” Hunter (n. 23 septembrie 1859 – d. 1894, Birmingham, Anglia) a fost un jucător de fotbal scoțian. A fost primul căpitan al clubului Aston Villa care a câștigat Cupa FA și considerat cel mai bun căpitan al clubului din toate timpurile.